# Boubacar Talatou
Boubacar Djibo Talatou (nascido em 3 de dezembro de 1987 em Niamei, Níger) é um futebolista do Níger. Ele joga como um meio-campista pelo Thanda Real Zulu, da África do Sul.

## Carreira
Dijbo já jogou pelo AS GNN do Nigéria, AS Mangasport do Gabão e na equipe sul africana Orlando Pirates.

## Carreira internacional
Ele é um membro da Seleção Nigerina de Futebol, depois de ter sido convocado para a Copa das Nações Africanas 2012 e 2013.